# Obština Sopot
Obština Sopot (bulharsky Община Сопот) je bulharská jednotka územní samosprávy v Plovdivské oblasti. Leží ve středním Bulharsku z menší části v Karlovské kotlině, jedné ze Zabalkánských kotlin, z větší části na jižních svazích Staré planiny. Správním střediskem je město Sopot, kromě něj obština zahrnuje 1 vesnici. Žije zde necelých 10 tisíc stálých obyvatel.

## Sídla
- Anevo[p 1]
- Sopot[p 2] (sídlo správy)

## Sousední obštiny
| Růžice kompasu |               | Trojan |  | Růžice kompasu |
| Růžice kompasu | Sever         |        |  | Růžice kompasu |
| Růžice kompasu | Obština Sopot |        |  | Růžice kompasu |
| Růžice kompasu | Jih           |        |  | Růžice kompasu |
| Růžice kompasu | Karlovo       |        |  | Růžice kompasu |

## Obyvatelstvo
V obštině žije 9 057 stálých obyvatel a včetně přechodně hlášených obyvatel 11 042 Podle sčítáni 1. února 2011 bylo národnostní složení následující:
- Bulhaři: 8 377 (94.1 %)
- Turci: 190 (2.1 %)
- Romové: 187 (2.1 %)
- ostatní: 145 (1.6 %)